# Нялла
Нялла — озеро на территории Кестеньгского сельского поселения Лоухского района Республики Карелии.

## Общие сведения
Площадь озера — 1,9 км². Располагается на высоте 117,0 метров над уровнем моря.
Форма озера лопастная, продолговатая: оно почти на четыре километра вытянуто с запада на восток. Берега каменисто-песчаные, местами заболоченные.
Через озеро течёт река Няла, протекающая выше через озёра Ковдозеро и Серозеро и впадающая в озеро Кереть, из которого берёт начало река Кереть, впадающая в Белое море.
С севера к водоёму подходит старая лесная дорога.
Код объекта в государственном водном реестре — 02020000711102000002163.